# Park Chul-woo
Dans ce nom coréen, le nom de famille, Park, précède le nom personnel.
Park Chul-woo (coréen : 박철우), né le 29 septembre 1965 en Corée du Sud, est un footballeur international sud-coréen qui évoluait au poste de gardien de but, avant de devenir ensuite entraîneur.

## Biographie

### Carrière de joueur

#### Carrière en club
Park Chul-woo joue principalement en faveur des POSCO Atoms, du LG Cheetahs, et du Chunnam Dragons. 

#### Carrière en sélection
Park Chul-woo reçoit deux sélections en équipe de Corée du Sud lors de l'année 1994. Il s'agit de deux rencontres amicales.
Il participe avec cette équipe à la Coupe du monde de 1994. Lors du mondial organisé aux États-Unis, il officie comme gardien remplaçant et ne joue aucun match.

## Palmarès

### Palmarès de joueur
| POSCO Atoms - Championnat de Corée du Sud (2) : - Champion : 1986 et 1988. - Vice-champion : 1985 et 1987. |  | LG Cheetahs - Championnat de Corée du Sud : - Vice-champion : 1993. - Coupe de la Ligue sud-coréenne : - Finaliste : 1992 et 1994. |  | Suwon Samsung Bluewings - Championnat de Corée du Sud : - Vice-champion : 1996. - Coupe de Corée du Sud : - Finaliste : 1996. |

 Chunnam Dragons
- Coupe de la Ligue sud-coréenne :
  - Finaliste : 1999.

- Coupe d'Asie des vainqueurs de coupe :
  - Finaliste : 1999.

### Palmarès d'entraîneur
Pohang Steelers
- Championnat de Corée du Sud :
  - Vice-champion : 2004.